# Franz-Joseph Wächter
Franz-Joseph Wächter (* 6. März 1878 in Herlheim; † 6. April 1959 ebenda) war ein deutscher Politiker der CSU.
Wächter war in seinem Heimatort Herlheim als Landwirt tätig. 1946 gehörte er der Verfassunggebenden Landesversammlung Bayerns an.